# صندوق القفازات
صندوق القفازات المخبري هو صندوق مغلق تم تصميمه من أجل سهولة التعامل مع الكائنات والمواد الكيميائية في جو معقم مستقل، ويوجد في هذا الصندوق الكبير قفازات مرتبة يمكن للمستخدمين وضع أيديهم في هذه القفازات والقيام بمهام داخل منطقة الصندوق الزجاجي الشفاف، وهو شفاف عادة وذلك من أجل السماح للمستخدم معرفة ما يجري في داخل هذا الصندوق والقيام بتجاربه المخبرية.

## أنواعه
هناك نوعان من صناديق القفازات :
1. صندوق زجاجي يسمح للشخص للعمل مع المواد الخطرة، مثل المواد المشعة أو الأمراض المعدية .
2. صندوق زجاجي يسمح للشخص بأن يتلاعب بالمواد التي يجب احتواؤها ضمن جو نقي جداً مثل الآرغون و النيتروجين .ومن الممكن أيضا استخدام صندوق القفازات من أجل التلاعب بالعناصر الموجودة في الحجرة الفراغية .